# Open de Moselle 2008
Open de Moselle 2008 — тенісний турнір, що проходив на кортах з твердим покриттям у місті Мец, Франція з 29 вересня . Належав до категорії International Series, був турніром серії Moselle Open 2008 року.

## Фінальна частина

### Одиночний розряд
Дмитро Турсунов —  Поль-Анрі Матьє 7–6(8–6), 1–6, 6–4

### Парний розряд
Арно Клеман /  Мікаель Льодра —  Маріуш Фирстенберг /  Марцин Матковський 5–7, 6–3, [10–8]